# Glenda Rondán
Glenda Rondán   (Melo, 3 de febrer de 1946) és una professora i política uruguaiana, actualment pertanyent al Front Ampli.

## Biografia

### Activitat política
Va obtenir el títol de professora de literatura a l'Institut de Professors Artigas (IPA).
Va militar en el Partit Colorado des de l'adolescència. Durant la dècada del 1960 va ser secretària dels diputats Luis Bernardo Pozzolo i Julio María Sanguinetti (que posteriorment va ser dues vegades president de la República de l'Uruguai). Durant la dictadura va ser segrestada i detinguda en una presó militar.
A partir del 1984 va ser elegida regidora suplent en diverses ocasions pel departament de Montevideo. En les eleccions de 1999, a les quals Jorge Batlle Ibáñez va ser elegit president de la República, Rondán va resultar elegida diputada per la Llista 15, exercint el càrrec durant el període 2000-2005. Va ser vicepresidenta de cambra, i va arribar a ocupar la presidència de la cambra de diputats.
S'ha destacat sempre com una lluitadora pels drets de les dones; juntament amb les diputades Beatriz Argimón, Lucía Topolansky i Margarita Percovich van constituir l'anomenada «Bancada Femenina», integrada per dones de tots els partits. Va integrar la Comissió d'Equitat i Gènere, que va presidir el 2001.
En les eleccions municipals de 2005 va encapçalar la llista d'edils de la llista 15 a la junta departamental de Montevideo, resultant àmpliament elegida. En aquest any va ser elegida per integrar el comitè executiu nacional del Partit Colorado (CEN).
El 2009 va acompanyar la precandidatura presidencial de José Amorín Batlle amb la seva agrupació «Contra vent & marea», obtenint un lloc en la Convenció Nacional del Partit. Per a la segona volta, Rondán va expressar que, a diferència del que havia recomanat el seu partit, no votaria al candidat Luis Alberto Lacalle, del Partit Nacional, sinó que ho faria pel candidat del Front Ampli, José Mujica.
No va fer militància per cap candidat a les eleccions municipals de maig de 2010. El 20 de juny de 2010, Rondán va anunciar el seu pas al Front Ampli, juntament amb una columna batllista liderada per ella.
Rondán es va exercir com a assessora en temes de gènere i igualtat, i actualment és directora dels centres del Ministeri d'Educació i Cultura d'Uruguai.

### Altres activitats
El 2007 va actuar juntament amb la diputada del Partit Nacional Beatriz Argimón i diverses actrius i dones públiques uruguaianes en l'obra teatral Els monòlegs de la vagina, a benefici de la Casa de la Dona i en nom de denunciar la violència contra la dona.

## Vida personal
Està casada amb Washington Romeo i té tres fills: Gabriel, Alejandra, i Washington Hugo (mort el 2005) i dos nets, Mathías i Micaela.